# Эль-Джаббуль

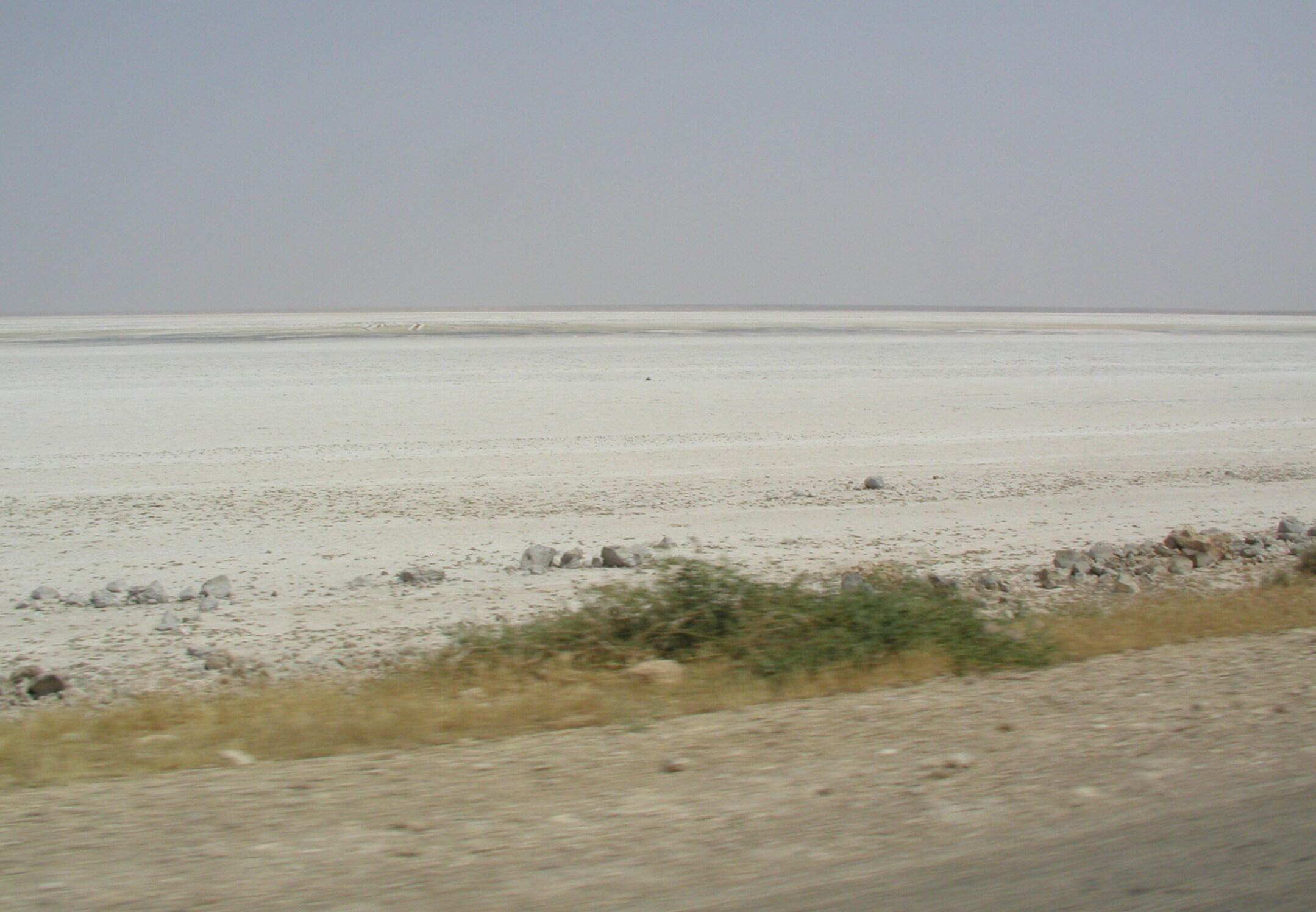
Мелководье озера, высохшее в августе, видны образовавшиеся кристаллы соли

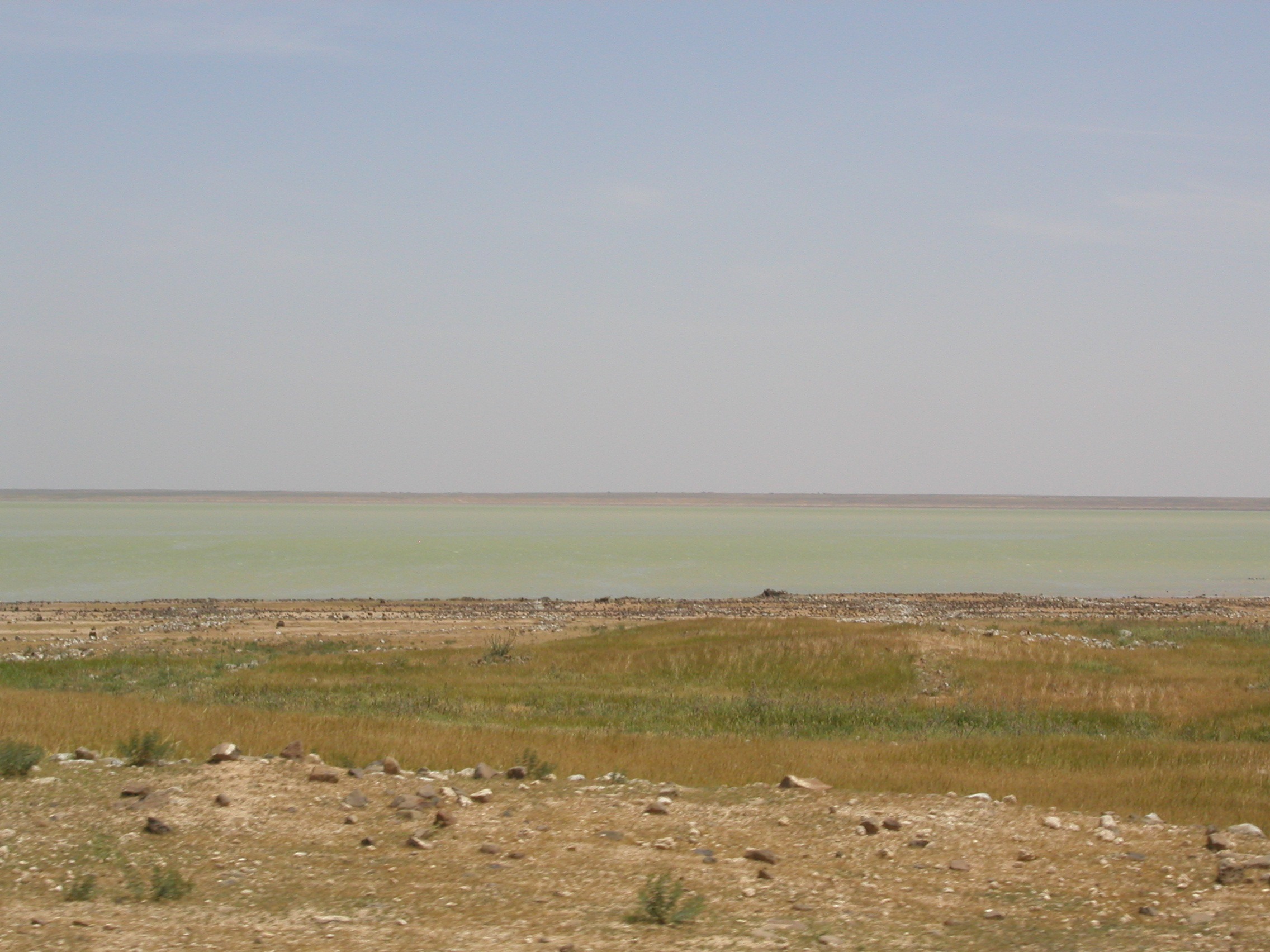

Эль-Джаббуль (араб. سبخة الجبول‎) — большое мелководное солёное озеро, обычно сезонное, в 30 км к юго-востоку от города Алеппо, Сирия. Мухафаза Халеб.
Является крупнейшим природным озером Сирии и вторым водоёмом по площади после водохранилища Эль-Асад. В 2009 году водоём покрывал около 100 км² и оставался относительно стабильным. Соляная равнина, которая образуется после пересыхания, достаточно широкая и заметная из космоса. На снимке NASA, сделанном 5 сентября 2002 года, видно, что озеро почти пересохло, оставив после себя белый след. Озеро — место гнездования птиц, в частности фламинго.
Сегодня озеро находится в бессточной области, однако в эпоху плейстоцена бассейн озера образовывал приток реки Евфрат. Эль-Джаббуль, как правило, наполняется водой весной. Летом и осенью уровень воды снижается.

## Использование
Бассейн озера используют для туризма, охоты на водоплавающих птиц. Близлежащие степи служат пастбищем для домашнего скота. На озере также добывают соль. Эль-Джаббуль — крупнейший источник соли в Сирии.